# Meghan Lenczyk
Meghan Jeanne Lenczyk (* 15. März 1989 in McLean, Virginia) ist eine US-amerikanische Fußballspielerin.

## Karriere
Lenczyk begann ihre Profikarriere in der Saison 2011 beim WPS-Teilnehmer Atlanta Beat. Zur Saison 2012 schloss sie sich dem Ligakonkurrenten Philadelphia Independence an und wechselte nach der plötzlichen Auflösung der WPS kurz vor Saisonbeginn zur Franchise der New York Fury weiter.
Anfang 2013 wurde Lenczyk beim sogenannten Supplemental-Draft zur neugegründeten NWSL in der vierten Runde an Position 29 vom Sky Blue FC verpflichtet, jedoch noch vor dem ersten Saisonspiel wieder freigestellt.